# Flame Con
Flame Con es una convención anual multigénero de cómics y entretenimiento de dos días, enfocada en fanáticos y creadores de la cultura pop que son lesbianas, gays, bisexuales, transgénero y queer (LGBTQ). Lanzada en 2015, es la primera convención de cómics LGBTQ en la ciudad de Nueva York, y la convención de cómics LGBTIQ más grande del mundo.

## Programación
Flame Con está organizado por Geeks OUT, una organización sin fines de lucro destinada a organizar eventos LGBTQ en convenciones de cómics. La convención es un evento de varios géneros, que muestra la cultura pop inclusiva LGBTIQ a través de cómics, novelas gráficas, anime, manga, videojuegos, películas y televisión. Flame Con presenta paneles de discusión, talleres y un piso de expositores. La convención se inicia con una fiesta anual de lanzamiento, que incluye una fiesta de baile y actuaciones de drag.
En asociación con el Centro Ali Forney, el domingo de cada Flame Con se designa como "Día de la Juventud", en el que los asistentes menores de 20 años tienen entrada gratuita.

## Historia
Flame Con se lanzó como una campaña de Kickstarter en noviembre de 2014, con una meta de recaudación de fondos de 15,000$. La campaña finalmente recaudaría más de 19,000$ y se inauguró como una convención de un día en junio de 2015. Al año siguiente, Flame Con se mudó del Grand Prospect Hall al Brooklyn Bridge Marriott y se expandió a dos días de programación.
Después del tiroteo de 2016 en el club nocturno Pulse, Flame Con instituyó una prohibición de todas las armas de utilería en la convención, incluidas las utilizadas en cosplay. En 2018, Flame Con se mudó de Brooklyn a Manhattan para celebrarse en el Sheraton New York Times Square Hotel. La convención cambió a un sistema de lotería para asignar espacio para expositores en 2019, y lanzó un programa de tutoría con la artista Jen Bartel ese mismo año. En 2020, Flame Con fue cancelado debido a la pandemia de COVID-19. En 2021 se llevó a cabo una versión en línea del evento y la convención volvió a ser un evento presencial en 2022.

## Historial del evento
| Fecha del evento          | Localización                               | N° de asistentes | Invitados |
| ------------------------- | ------------------------------------------ | ---------------- | --- |
| 13 de junio de 2015       | Grand Prospect Hall                        | 2.200            | Cecil Baldwin, Morgan Boecher, Sarah Donner, Lewd Alfred Douglas, C. Edwards, Aimee Fleck, Tommy Heleringer, Phil Jiménez, Daniel Ketchum, David Levithan, Krutika Mallikarjuna, Dylan Marron, Steve Orlando, Jill Pantozzi, Mark Patton, Tony Ray, Cristy Road, Chad Sell, Kate Tracy, James Tynion IV, Kevin Wada, Max Wittert y Jennie Wood |
| 20 a 21 de agosto de 2016 | New York Marriott at the Brooklyn Bridge   | 4.000            | Kris Anka, Cecil Baldwin, Tea Berry-Blue, Terry Blas, Brandon The Shapeshifter, Sophie Campbell, Jennifer Camper, Amy Chu, Chris Claremont, Sarah Donner, Lewd Alfred Douglas, Dax ExclamationPoint, Aimee Fleck, Tana Ford, Heather Hogan, Phil Jimenez, Jay Justice, Daniel Ketchum, Jeff Krell, Kate Leth, Laurent Linn, Alex London, Terra Elan McVoy, Steve Orlando, Greg Pak, Jill Pantozzi, Fyodor Pavlov, K. Perkins, Amy Reeder, Cristy Road, James Romberger, Marcy Schwerin, James Tynion IV, Marguerite Van Cook, Magdalene Visaggio, Chelsea Von Chastity, Kevin Wada, Matthew Waterhouse, Max Wittert y Jennie Wood                                                                                          |
| 19 a 20 de agosto de 2017 | New York Marriott at the Brooklyn Bridge   | 6.000            | Sana Amanat, Marc Andreyko, Kris Anka, Vita Ayala, Cecil Baldwin, Tea Berry-Blue, Soman Chainani, Amy Chu, Valerie Complex, Jay Edidin, Grace Ellis, Dax ExclamationPoint, Katy Farina, Ulises Fariñas, Aimee Fleck, Tana Ford, Tee Franklin, Nicole J. Georges, Sina Grace, Heather Hogan, Phil Jimenez, Robert Jones Jr., Jay Justice, Daniel Ketchum, Mackenzi Lee, Kate Leth, David Levithan, Laurent Linn, Alex London, Terra Elan McVoy, Steve Orlando, Dan Parent, Mark Patton, Amy Reeder, Vincent Rodriguez III, Kristin Russo, Marcy Schwerin, Adam Silvera, Nicky Soh, Bishakh Som, Rian Sygh, Robin Lord Taylor, James Tynion IV, Magdalene Visaggio, Kevin Wada, Max Wittert, Jennie Wood y Jenny Owen Youngs |
| 18 a 19 de agosto de 2018 | Sheraton New York Times Square Hotel       | 7.000            | Kaitlyn Alexander, Kris Anka, Iasmin Omar Ata, Vita Ayala, Jen Bartel, Terry Blas, Tee Franklin, Joamette Gil, Sina Grace, Atla Hrafney, Phil Jimenez, Julia Kaye, Irene Koh, MariNaomi, Annie Mok, Erin Nations, Steve Orlando, Molly Ostertag, Dan Parent, Shadi Petosky, Amy Reeder, Hamish Steele, Noelle Stevenson, Lilah Sturges, Mariko Tamaki, Josh Trujillo, James Tynion IV, Magdalene Visaggio, Kevin Wada y Brittney Williams |
| 17 a 18 de agosto de 2019 | Sheraton New York Times Square Hotel       | 8.000            | Vita Ayala, Jen Bartel, Tamra Bonvillain, Terry Blas, Jay Edidin, Food 4 Thot, Crystal Frasier, Tana Ford, Melanie Gillman, D.J. Kirkland, Kate Leth, Ed Luce, Steve Orlando, Dana Simpson, Christina 'Steenz' Stewart, Miles Stokes, Taneka Stotts, Mariko Tamaki, Josh Trujillo, Rosemary Valero-O’Connell, Luciano Vecchio, Magdalene Visaggio y Wendy Xu |
| 15 a 16 de agosto de 2020 | Cancelado debido a la pandemia de Covid-19 | —                | Tanya DePass, Chuck Tingle (programado) |
| 21 a 22 de agosto de 2022 | Virtual                                    | —                | Ninguno |
| 20 y 21 de agosto de 2022 | Sheraton New York Times Square Hotel       |                  | Jadzia Axelrod, Terry Blas, Tanya DePass, Connor Goldsmith, Danny Lore, Barbara Perez Marquez, Jarrett Melendez, Anthony Oliveira, Steve Orlando, Aatmaja Pandya, Amy Reeder, Nadia Shammas y Hamish Steele |
| 12 y 13 de agosto de 2023 | Sheraton New York Times Square Hotel       |                  | Alyssa Wong, Blue Delliquanti, Charlie Jane Anders, Chuck Tingle, Josh Trujillo, Maia Kobabe, Stephanie Williams, Terry Blas |